# Norihiro Nishi
Norihiro Nishi (西 紀寛, Nishi Norihiro) est un footballeur japonais né le 9 mai 1980 à Takatsuki dans la préfecture d'Osaka au Japon.